# Arthrosaura synaptolepis
Espèce
Statut de conservation UICN

 LC  : Préoccupation mineure
Arthrosaura synaptolepis est une espèce de sauriens de la famille des Gymnophthalmidae.

## Répartition
Cette espèce se rencontre au Venezuela dans l'État d'Amazonas et au Brésil dans l'État d'Amazonas vers 1 400 m d'altitude sur la Neblina et le Tamacuari.

## Description
Le mâle holotype mesure 51 mm de longueur standard et les femelles de 45 à 46 mm.

## Publication originale
- Donnelly, McDiarmid & Myers, 1992 : A new lizard of the genus Arthrosaura (Teiidae) from southern Venezuela. Proceedings of the Biological Society of Washington, vol. 105, no 4, p. 821-833 (texte intégral).